# اسکار بای
اسکار بای (به انگلیسی: Oskar Bye) ژیمناست زادهٔ ۳ ژوئن ۱۸۷۰ میلادی اهل کشور نروژ است.